# 有久寺温泉
有久寺温泉（ありくじおんせん）は、三重県北牟婁郡紀北町島原にある山あいの温泉。

## 概要
有久寺とは近くにある古刹の名前で、花山天皇の開基と伝えられる。

## 泉質
自然湧出の温泉（冷泉）で、有久寺の薬師堂下から湧出する。1980年（昭和55年）頃の調査では湧出量は4 L / 分、泉温は14.7℃であった。効能は神経痛・胃腸病・皮膚病などである。
- 単純硫化水素泉
  - 源泉温度 24℃[2]（浴用のため加熱している[2]。湯量のためか循環槽を通じており、いわゆる源泉の掛け流しではない。）

## 温泉地
山あいの秘湯で赤羽川支流の渓谷に、鬱蒼とした竹林、杉林に囲まれた一軒宿の温泉である。元湯は名前の由来となった真言宗の古刹、有久寺薬師堂の岩屋から自然に湧出しており、そこから流れてくる湯を引いている。浴槽は旅館の別棟にあり、岩を掘った岩窟風呂となっている。石鹸などを使うことはできない。
冷泉では日本一のラジウム含有量を含むといわれ、飲泉も様々な効能があるとされる。

## 歴史
『北牟婁郡地誌』によれば、949年（天暦3年）に発見されたという。西国三十三所詣でで那智山に参った花山院法皇が冷泉の名湯であると現し、これを伝え聞いて戦傷の治療に訪れた平将国（平将門の子）は49日間の湯治で全快したという。しかし、花山院法皇は949年時点ではまだ生まれていなかったし、承平天慶の乱後の動向が不明である将国が乱から10年余りを経てこの地を訪れて古傷を短期間で癒やしたということに根拠はない。『紀伊長島町史』は、当地を東熊野街道が経由していたことと当時の旅人の間で知られていたことを示すものと考えられなくもない、としている。なお『北牟婁郡地誌』の当該記述は1889年（明治22年）に地域住民から聞いた話を記したものである。有久寺薬師堂の棟札には湧出時期は不明であると記されている。
鎌倉時代から霊泉として知られた古湯である。由井正雪が入湯したという伝説もある。

## 有久寺

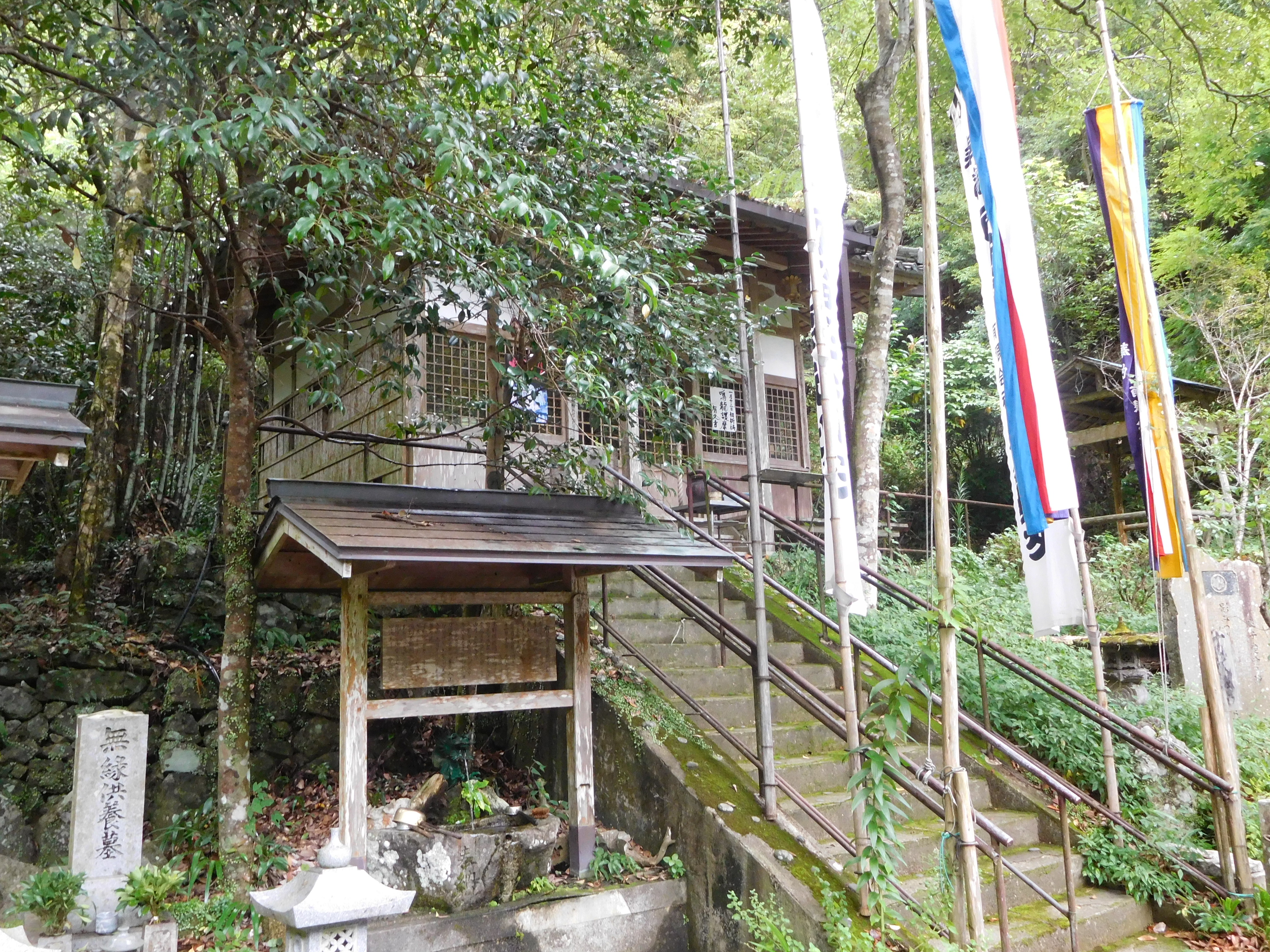
有久寺

有久寺は真言密教の寺院である。本尊は石造の薬師如来座像で江戸時代の作である。薬師堂は嘉永7年（1854年）に再建されたもので、棟札が残っている。この棟札によると、志固源蔵が冷泉の効能が著しいとして寒中念仏を行い、石仏を作り薬師堂を寛政8年（1796年）に建てたという。
寺名・温泉名の「有久寺」とは、当地に神社と寺院がともに存在したことから、「有宮寺」（ありぐうじ）と呼ばれたことに由来するとされる。『北牟婁郡地誌』には原名が「百宮寺」とある。
毎年11月12日に火渡り神事と呼ばれる祭礼を行う。10時半頃より「御瀧神事」から開始し、薬師堂に参拝した後、堂の奥にある滝で滝行を行う。滝行の後、斎灯護摩を焚き、護摩の後に丸太を渡し、行者や一般の参加者が火渡りを行う。最後に餅まきが行われて祭事は終了する。

## アクセス
- 鉄道
  - JR紀勢本線 紀伊長島駅下車からバス。

- 自動車
  - 国道42号線から国道422号線に入り、北上。